# ジョイジョイナイト
『ジョイジョイナイト』は、1974年10月7日から1976年4月2日まで、平日（月曜 - 金曜）深夜に放送された、CBCラジオ（中部日本放送）制作のラジオワイド番組である。

## 概要
ラジオの深夜放送は当時からリスナー層の中心が中学生・高校生に移りつつあって低年齢化の傾向にあったということで、本番組を立ち上げるにあたりターゲットとするリスナー層を20代から30歳前後のヤングアダルトに転換し、「大人のための深夜放送」としてこの世代のリスナー層の開拓にあたり、この時間帯に1時間以上のワイド帯番組を新設した。「静かなナイトクラブのような空間で大人の話題を」というコンセプトの元に、パーソナリティにはレストラン支配人、作曲家、画廊オーナー、弁護士、住職と多彩な顔触れを起用した。芸能、スポーツ、レジャーなどの各種情報と音楽とトークと様々な企画・コーナーで構成、この結果、狙い通り従来のリスナー層であったヤング層にヤングアダルト層も加わって聴取率も上がったとしている。

## パーソナリティ
- 谷村一 （レストラン支配人、月曜 1974年10月〜1975年3月 → 木曜 1975年4月〜1976年3月）
- 伊藤和子 （月曜・水曜 1974年10月〜1975年3月 → 水曜 1975年4月〜1975年9月）
- 兼田敏 （作曲家、火曜 → 1975年4月から月曜）
- 田島好博 （弁護士、水曜 1974年10月〜1975年3月）
- 南谷博子 （画廊オーナー、木曜 1974年10月〜1975年3月 → 金曜 1975年4月〜1976年3月）
- 高間宗道 （住職、金曜 1974年10月〜1975年3月）
- 三久保角男 （火曜 1975年4月〜1976年3月）
- 島田純 （水曜 1975年10月〜1976年3月）
- 稲葉弘子
- 中島公司
- 木野島千恵

## 主なコーナー
あなたの云い分、わたしの云い分
- 恋愛やファッションなど身近なことを話題とし、電話を使ってトーク。留守番電話も使用し、ここで受けた意見の中から選ばれた声が翌日放送され、その反響を更に次の日に放送、このように日を追って話題を深めようという構成のコーナー[1]。

月竜香の愛情占い
- 占って欲しいリスナーは自分のことを書いたはがきを送って応募。そこから霊感などで愛情、愛称、運勢を占う[1]。

K子の日記
- 一人ずつ架空の女性を登場させて、その女性にまつわるストーリーを日記風につづったものを五人のタレントが朗読。女性が持つ微妙な心理、世相観などを伝えていた[1]。

ジョイジョイ演芸館
- 1975年1月からのコーナー。浪曲、講談、落語、漫才などの演芸のうち、古典の名作を中心に放送。約15分のコーナーだが、出演者によっては3日間から一週間通して放送したこともあった[4]。

ナイトポスト
- 1975年4月から。「思い出」「彼・彼女自慢」「私の先生」など毎回身近な話題を挙げて、そのテーマごとにリスナーからエピソードを綴った原稿を募集[5]。

ホイホイレジャー
- 1975年4月から。ドライブ、おいしい店、釣りなどのレジャー情報を提供[5]。

きょうのドラゴンズ
- 1975年4月から。中日ドラゴンズのその日の試合結果やその他情報や色々な話を、監督などに語ってもらっていた[5]。

ほか